# Kitô giáo Tây phương

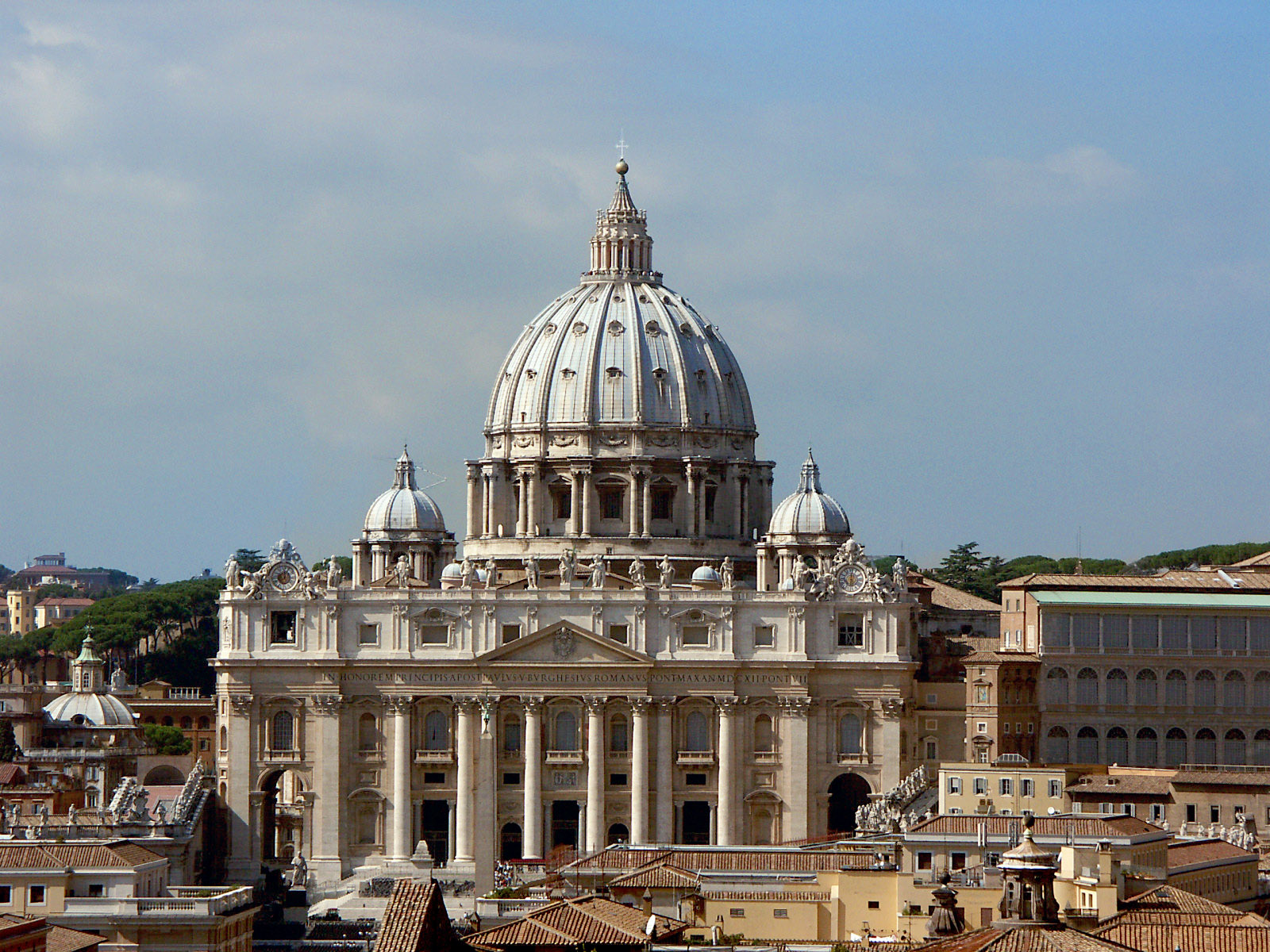
Vương cung thánh đường Thánh Phêrô ở thành phố Vatican, công trình nhà thờ lớn nhất thế giới hiện nay.

Kitô giáo Tây phương bao gồm Giáo hội Latinh thuộc Công giáo Rôma và các nhóm Tin Lành. Khác với Kitô giáo Đông phương, Kitô giáo Tây phương, về phương diện lịch sử, phát triển ở phía Tây của châu Âu và vùng Tây Bắc châu Phi.
Một số điểm khác biệt chính của Kitô giáo Tây phương và Kitô giáo Đông phương là:
- Giáo lý về tội tổ tông của Kitô giáo Tây phương: Một số người cho rằng đây là do ảnh hưởng của thánh Augustinô thành Hippo.
- Hầu hết các Kitô hữu Tây phương sử dụng một bản sửa đổi của Kinh Tin Kính Nicea, trình bày rằng Chúa Thánh Thần "nhiệm xuất từ Chúa Cha và Chúa Con" (xem thêm mệnh đề Filioque). Trong khi nguyên bản được đưa ra bởi Công đồng Constantinopolis I ghi "nhiệm xuất từ Chúa Cha", không có phần "và Chúa Con" mà cũng không thể hiện ý nghĩa "chỉ [...] mà thôi".